# Talia Gibson
Talia Gibson (* 18. Juni 2004 in Perth) ist eine australische Tennisspielerin.

## Karriere
Talia Gibson begann im Alter von fünf Jahren mit dem Tennis und bevorzugt Hartplätze. Seit 2019 spielte sie auf der ITF Junior World Tennis Tour und der ITF Women’s World Tennis Tour, wo sie bislang neun Titel im Einzel und neun im Doppel gewinnen konnte.
Sie war Finalistin der U12 National Grasscourt Championships in Adelaide 2016 und gewann den Einzeltitel der U14 der Australian Championships im Dezember 2018.
2019 trat Gibson bei den Australian Open im Juniorinneneinzel und mit Partnerin Anastasia Berezov im Juniorinnendoppel an, scheiterte aber in beiden Konkurrenzen bereits in der ersten Runde.
2020 trat sie wiederum bei den Australian Open im Juniorinneneinzel und mit Partnerin Annerly Poulos im Juniorinnendoppel an. Während sie im Doppel abermals in der ersten Runde scheiterte, konnte sie mit einem Sieg gegen Guillermina Grant in die zweite Qualifikationsrunde einziehen, wo sie dann aber Ane Mintegi del Olmo mit 2:6 und 5:7 unterlag.
Im Januar 2022 erhielt sie eine Wildcard für das Hauptfeld der mit 60.000 US-Dollar dotierten Bendigo International. Sie scheiterte aber bereits in der ersten Runde an Hanna Chang knapp in drei Sätzen mit 6:2, 6:74, 6:71. Danach erhielt sie ebenfalls eine Wildcard für die Qualifikation der Australian Open 2022, wo sie mit 6:4, 4:6, 1:6 gegen Arianne Hartono verlor.

## Turniersiege

### Einzel
| Nr. | Datum              | Turnier         | Kategorie | Belag             | Finalgegnerin   | Ergebnis         |
| --- | ------------------ | --------------- | --------- | ----------------- | --------------- | ---------------- |
| 1.  | 5. Juni 2022       | Rancho Santa Fe | ITF W15   | Hartplatz         | Marija Kosyrewa | 7:64, 3:6, 7:65  |
| 2.  | 25. Juli 2022      | Caloundra       | ITF W15   | Hartplatz         | Destanee Aiava  | 7:64, 6:4        |
| 3.  | 31. Juli 2022      | Caloundra       | ITF W15   | Hartplatz         | Destanee Aiava  | 6:4, 3:2 Aufgabe |
| 4.  | 3. Dezember 2023   | Gold Coast      | ITF W60   | Hartplatz         | Olivia Gadecki  | 7:5, 6:2         |
| 5.  | 23. Dezember 2023  | Papamoa         | ITF W25   | Hartplatz         | Ivana Popovic   | 6:3, 6:4         |
| 6.  | 15. September 2024 | Perth           | ITF W75   | Hartplatz         | Maddison Inglis | 65:7, 6:1, 6:3   |
| 7.  | 22. September 2024 | Perth           | ITF W75   | Hartplatz         | Eri Shimizu     | 6:2, 6:4         |
| 8.  | 6. Oktober 2024    | Cairns          | ITF W35   | Hartplatz         | Lizette Cabrera | 6:2, 7:62        |
| 9.  | 5. April 2025      | Nantes          | ITF W50   | Hartplatz (Halle) | Francesca Curmi | 3:6, 7:5, 6:1    |

### Doppel
| Nr. | Datum              | Turnier         | Kategorie | Belag     | Partnerin         | Finalgegnerinnen                  | Ergebnis         |
| --- | ------------------ | --------------- | --------- | --------- | ----------------- | --------------------------------- | ---------------- |
| 1.  | 23. April 2022     | Chiang Rai      | ITF W15   | Hartplatz | Catherine Aulia   | Ma Yexin Xun Fangying             | 6:3, 7:65        |
| 2.  | 24. September 2022 | Darwin          | ITF W25   | Hartplatz | Petra Hule        | Lisa Mays Ramu Ueda               | 2:6, 7:5, [10:5] |
| 3.  | 15. Oktober 2022   | Cairns          | ITF W25   | Hartplatz | Petra Hule        | Alana Parnaby Taylah Preston      | 6:1, 6:4         |
| 4.  | 29. Oktober 2022   | Playford        | ITF W60   | Hartplatz | Alexandra Bozovic | Han Na-lae Priska Madelyn Nugroho | 7:5, 6:4         |
| 5.  | 20. Mai 2023       | Kurume          | ITF W60   | Rasen     | Wang Yafan        | Funa Kozaki Junri Namigata        | 6:3, 6:3         |
| 6.  | 15. Juli 2023      | Corroios-Seixal | ITF W25   | Hartplatz | Petra Hule        | Sofia Costoulas Lulu Sun          | 6:3, 3:6, [10:6] |
| 7.  | 28. Oktober 2023   | Playford        | ITF W60   | Hartplatz | Priscilla Hon     | Kaylah McPhee Astra Sharma        | 6:1, 6:2         |
| 8.  | 25. November 2023  | Brisbane        | ITF W60   | Hartplatz | Priscilla Hon     | Destanee Aiava Maddison Inglis    | 4:6, 7:5, [10:5] |
| 9.  | 14. September 2024 | Perth           | ITF W75   | Hartplatz | Maddison Inglis   | Erina Hayashi Saki Imamura        | 6:2, 6:4         |

## Abschneiden bei Grand-Slam-Turnieren

### Dameneinzel
| Turnier         | 2022 | 2023 | 2024 | 2025 | Karriere |
| --------------- | ---- | ---- | ---- | ---- | -------- |
| Australian Open | Q1   | 1    | Q2   | 2    | 2        |
| French Open     | —    | —    | Q1   | Q2   | —        |
| Wimbledon       | —    | —    | Q3   | 1    | 1        |
| US Open         | —    | —    | Q3   |      | —        |

Zeichenerklärung: S = Turniersieg; F, HF, VF, AF = Einzug ins Finale / Halbfinale / Viertelfinale / Achtelfinale; 1, 2, 3 = Ausscheiden in der 1. / 2. / 3. Hauptrunde; Q1, Q2, Q3 = Ausscheiden in der 1. / 2. / 3. Qualifikationsrunde; nicht ausgetragen

### Juniorinneneinzel
| Turnier         | 2019 | 2020 | 2021 | 2022 | Karriere |
| --------------- | ---- | ---- | ---- | ---- | -------- |
| Australian Open | 1    | 2    |      | 1    | 2        |
| French Open     | —    | —    | —    | —    | —        |
| Wimbledon       | —    |      | —    | —    | —        |
| US Open         | —    |      | —    | —    | —        |

Zeichenerklärung: S = Turniersieg; F, HF, VF, AF = Einzug ins Finale / Halbfinale / Viertelfinale / Achtelfinale; 1, 2, 3 = Ausscheiden in der 1. / 2. / 3. Hauptrunde; nicht ausgetragen

### Juniorinnendoppel
| Turnier         | 2019 | 2020 | 2021 | 2022 | Karriere |
| --------------- | ---- | ---- | ---- | ---- | -------- |
| Australian Open | 1    | 1    |      | 1    | 1        |
| French Open     | —    | —    | —    | —    | —        |
| Wimbledon       | —    |      | —    | —    | —        |
| US Open         | —    |      | —    | —    | —        |